# 리경희
리경희(1967년 8월 11일~)는 조선민주주의인민공화국의 크로스컨트리 스키 선수로, 1992년 동계 올림픽에 참가했다.